# Herpsilochmus stotzi
A Herpsilochmus stotzi a madarak osztályának verébalakúak (Passeriformes) rendjébe és a hangyászmadárfélék (Thamnophilidae) családjába tartozó faj.

## Rendszerezése
A fajt Bret M. Whitney, Mario Cohn-Haft, Gustavo A. Bravo, Fabio Schunck és Luís Fábio Silveira írta le 2013-ban.

## Előfordulása
Brazília területén honos. Természetes élőhelyei a szubtrópusi vagy trópusi síkvidéki esőerdők. Állandó, nem vonuló faj.

## Megjelenése
Testhossza 11–12 centiméter, testtömege 10,8 gramm.

## Természetvédelmi helyzete
Az elterjedési területe rendkívül elég nagy, egyedszáma viszont csökken, de még nem éri el a kritikus szintet. A Természetvédelmi Világszövetség Vörös listáján nem fenyegetett fajként szerepel.